# コイチャコガネ
コイチャコガネ Adoretus tenuimaculatus Waterhouse はコガネムシ科の昆虫の1つ。小型のコガネムシで、体表に粉を吹いたような茶色をしている。広葉樹と芝生の害虫として知られている。

## 特長
概形は長楕円形とやや細長い形の小型のコガネムシ。体長は8.5-10.5mm、体幅は4.7-6.0mm。地色は濃褐色で、体表には全体に黄褐色の鱗状の毛を密生しており、見かけでは茶色に見える。頭部は大きく、頭楯は半円形で縁は濃褐色で上に反り返り、横皺があり、鱗毛は後ろに向かって並んでいる。頭部の中央は盛り上がる。複眼はかなり大きくて黒い。触角は小さくて黄褐色。雌雄共に10節からなり、前方に片状部を持つ節は3節。前胸背板は幅が長さの2倍強で、両側の縁は弧を描き、前の端では鋭く尖り、後ろの端は尖りは鈍い。また前の縁、後ろの縁共に中央がやや膨らむ。背面には浅い粗大な点刻がやや密にあり、鱗毛は中央に向けて生えており、中央には小さな白い斑紋のように集まる。小楯板はほぼ三角形。前翅は長さが前胸背板の約2倍あり、真ん中付近で盛り上がり、また中央付近で1番幅が広い。外の縁に沿った外縁隆起は曲がったあたりに達し、また背面には左右それぞれに3本の隆起がある。またこの線上の所々に白斑を生じる。
雌雄の差として、腹部末端の尾節板が雄では中央が高まり、後方に突出するのに対して、雌では突出しない。
幼虫は老熟して体長20mm程度になり、円筒形の身体を腹面に曲げたCの字状をしている。

### 和名について
本種は、かつてはチャイロコガネの名を用いた。石井他編(1950)ではチャイロコガネのみしか挙げられていないが、廿日出他(1978)では『チャイロコガネは別名コイチャコガネと呼ばれ』から始めている。しかし中根他(1969)では逆にコイチャコガネを標準とし、別名にチャイロコガネを取り上げている。上野他編著(1985)ではコイチャコガネの名自身が挙がっていない。
ちなみに現在チャイロコガネを標準和名とする種は無いようだが、チャイロコガネ属の名は Sericania に与えられている。これも褐色の小型のコガネムシで、日本には10種ほどが知られる。ただしこの属は亜科を異にし、ビロウドコガネ亜科に含まれる。

## 分布
九州以北の日本各地に分布し、国外では朝鮮半島、中国、台湾に分布する。各地にごく普通に見られ、明かりに集まることもあるのでプールで溺れかけている個体がよく見つかるという。

## 生態
発生は年1回であるが、成虫の出現期間はとても長く、春先から初夏には越冬した成体が見られ、夏の終わりから秋にかけてはその年に発生した新成体が見られる。越冬態は成虫で、5-6月に地上に姿を見せると餌の植物を摂食し、交尾の後に雌成虫は土に浅く潜って40個程度の卵を産み付ける。卵の期間は8-18日で、生まれた幼虫は生きた植物の根や腐植物を餌として成長し、37-46日間で3齢を経過して老熟幼虫となる。老熟した幼虫は地下10cm程のところで蛹となり、10-19日後に羽化する。新成虫は8月上旬-10月上旬に出現し、餌を食べ始め、その後に土中に潜り込んで越冬する。
成虫は昼間に広葉樹の葉を食い,またその場で交尾も行われる。夕方から夜には芝草地に飛来して地下に潜り、翌朝に再び地上に出て餌を食べる。葉を食べる際には葉裏から穴を開けて食べ始め、葉脈だけを残す。

## 近縁種など
本種の属するコイチャコガネ属には、上野他編著(1985)は日本産のものとして以下のようなものが挙がっている。いずれも南西諸島に分布するものである。
- A. falcungulatus：シャミセンコイチャコガネ(八重山諸島)
- A. formosanus：サキシマコイチャコガネ(八重山諸島)
- A. sinensis：シナコイチャコガネ(宮古島以南)

## 利害
成虫はコナラ、クヌギ、クリ、ケヤキ、サクラなどの葉を喰い、生息密度が高い場合には葉脈だけを残して食べ尽くしてしまうことがある。リンゴでは寒冷地では被害が少なく、温暖な地域では過去にかなり発生したという。
幼虫は土壌中で植物の根を食う。芝生では生息密度が高く、重要な害虫とされる。ゴルフ場の場合、幼虫の食害によって芝草が枯死するという直接的な被害の他に、成虫が土に潜り、あるいは成虫が脱出するなどによって表面に土壌が積み上がることなどがあるとプレイに支障を来すというような営業上の被害も重視される。
ただし本種は古くはさほど被害を与えなかったようである。石井他(1950)には各種樹木の葉を食害するとの記述の後に「大害はない」と敢えて書かれている。廿日出(1978)では本種を「果樹・林木の害虫として古くから知られているもの」の1つであるとしながら、ゴルフ場に飛来し、芝生の害虫となったのは近年のこととしている。この研究は静岡のゴルフ場で行われたが、それによると本種が設置されていた誘蛾灯に飛来するようになったのは1977年からで、この頃に芝生が本種によって荒らされる被害が出るようになった。同期に岐阜県のゴルフ場でも被害が出始めたという。